# Ritter
Ritter (ted: cavaliere) è il secondo titolo di nobiltà nelle zone di lingua tedesca, appena sopra un Edler, considerato approssimativamente uguale al cavaliere di titolo o Baronetto. È un titolo ereditario. Le famiglie di militari tedesche, indicate dal von prima dei loro nomi, hanno acquistato spesso il grado baronale.